# Uclesia fumipennis
Uclesia fumipennis là một loài ruồi trong họ Tachinidae.